# Ray Moyer
Ray Moyer (Santa Barbara, 21 febbraio 1898 – Los Angeles, 6 febbraio 1986) è stato uno scenografo statunitense.

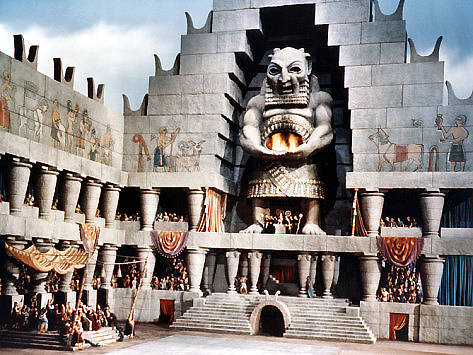
Il tempio del dragone, dal film Sansone e Dalila

Vinse tre Oscar alla migliore scenografia: nel 1951 per Sansone e Dalila e Viale del tramonto e nel 1964 per Cleopatra.

## Filmografia (parziale)
- Ladies' Night in a Turkish Bath, regia di Edward F. Cline (1928)
- The Squall regia di Alexander Korda (1929)
- La squadriglia dell'aurora (The Dawn Patrol), regia di Howard Hawks - arredatore (1930)
- Ritorno alla vita (Counsellor-at-Law), regia di William Wyler - scenografo, non accreditato (1933)
- La gloria del mattino (Morning Glory), regia di Lowell Sherman (1933)
- Le schiave della città (Lady in the Dark), regia di Mitchell Leisen - arredatore (1944)
- La colpa della signora Hunt (Song of Surrender), regia di Mitchell Leisen (1949)
- Assedio d'amore (Mr. Music), regia di Richard Haydn (1950)